# 1104 (عدد)
ألف ومئة وأربعة 1104 هو عدد صحيح، يلي العدد 1103 ويسبق العدد 1105.

## في الرياضيات

### خصائص
- عدد طبيعي.[3]

- عدد زوجي.[4][5]
- عدد موجب،[6] السالب منه هو - 1104.[7]

## في التاريخ
- 1104 هـ هي سنة في التقويم الهجري.
- هي سنة  1104 م في التقويم الميلادي.

## وصلات خارجية
الأعداد الصاتمة، ديوان اللغة العربية.